# Amicale de Lucé football
Maillots
L'Amicale de Lucé football est un club de football français fondé en 1938 et situé à Lucé en Eure-et-Loir.
L'ALF est le meilleur club du département de la fin des années 1960 au terme des années 1990. Elle est aussi le seul club de football d'Eure-et-Loir à se hisser en deuxième division.
Parti au plus haut niveau départemental après la Seconde Guerre mondiale, l'Amicale de Lucé remporte trois fois le titre local avant d'obtenir le droit d'accéder en régional. En 1966, elle est promue en Division d'honneur, qu'elle remporte au bout de trois ans et accède au championnat de France amateurs. L'Amicale remporte son groupe de Division 3 en 1976. Promu en Division 2, elle atteint la quatrième place la première année et parvient à se maintenir durant quatre saisons, jusqu'en 1980.
Relégué en Division 3, Lucé descend même au quatrième échelon en 1984. Remontée en D3 de 1989 à 1991, l'Amicale est reléguée deux ans plus tard, année de la refonte des championnats, et se retrouve en cinquième division. Après huit saisons à jouer la montée, sans y parvenir, le club retourne au niveau régional et est relégué en Division d'Honneur en 2001.
L'Amicale de Lucé connaît alors plusieurs déboires financiers, consomme les entraîneurs et se désintègre à cause de projets de fusion avortés. L'équipe descend progressivement jusqu'au dernier échelon régional.
Le club est coprésidé par Dany Ribeiro et Abary Touré depuis 2021 et dispute ses matchs à domicile au Stade Jean-Boudrie. Pour la saison 2021-2022, l'équipe première est entraînée par Diafara Gary et évolue en Régional 3, huitième échelon du football français.

## Histoire
| \| Lucé \| Le club est basé à Lucé. |
| Lucé                                |

### Débuts départementaux (1938-1957)
L'Amicale des élèves, anciens élèves et amis de l'école laïque de Lucé est fondé par Edmond Desouches et François Richoux. Messieurs Jean Boudrie et Vineis sont aussi cités selon les sources. L'association est déclarée en préfecture le 25 janvier 1938,. Ses buts sont les voyages, les conférences et les sports. François Richoux est le premier président. Pour sa première saison 1938-1939, l'Amicale dispute le championnat de deuxième série des amicales laïques d'Eure-et-Loir et se classe troisième derrière l'équipe réserve de l'USA Saulnières et l'Amicale de Clévilliers.
En 1941, durant la Seconde guerre mondiale, l'Amicale s'inscrit auprès de l'UFOLEP et atteint la finale de son critérium 1941-1942. En juillet 1942, l'AELL football s'affilie à la Fédération française de football,. L'équipe débute en troisième division de District pour la saison 1942-1943 et accède tout de suite en deuxième division 1943-1944. Avec une seconde promotion consécutive, les Lucéens intègre l'élite départementale à partir de 1945 et ce jusqu'en 1949.
L'Amicale de Lucé est le seul club à être sacré deux fois consécutivement champion du District d'Eure-et-Loir en 1947 puis 1948, en l'absence de promotion à l'échelon régional à cette époque. Lors de ces deux saisons, deux groupes forment la première division départementale. Une poule finale réunissant les deux premiers de chaque poule est ensuite formée. Ceux de la deuxième année sont Lucé, l'US Auneau, le LC Cloyes et l'AS Cheminots de Chartres.
Après une saison 1948-1949 sans être champion, alors que le titre permet maintenant l'accession en régional, l'heure du club lucéen sonne lors de l'exercice 1949-1950. Jean Boudrie prend la présidence à la suite du décès de François Richoux.
En trois saisons en Promotion d'honneur, l'Amicale n'atteint pas la première moitié de classement : huitième en 1950-1951, puis cinquième et enfin dixième sur autant d'équipes, synonyme de relégation au terme de la saison 1952-1953.
Redescendu en départemental, l'Amicale de Lucé parvient à terminer quatrième pour son retour à ce niveau. Après deux nouvelles saisons sans parvenir à monter, l'équipe remporte le championnat de première division d'Eure-et-Loir en 1956-1957. Il s'agit de son quatrième titre départemental et jamais plus l'ALF ne jouera à ce niveau.

### Montées jusqu'en Division 2 (1957-1980)

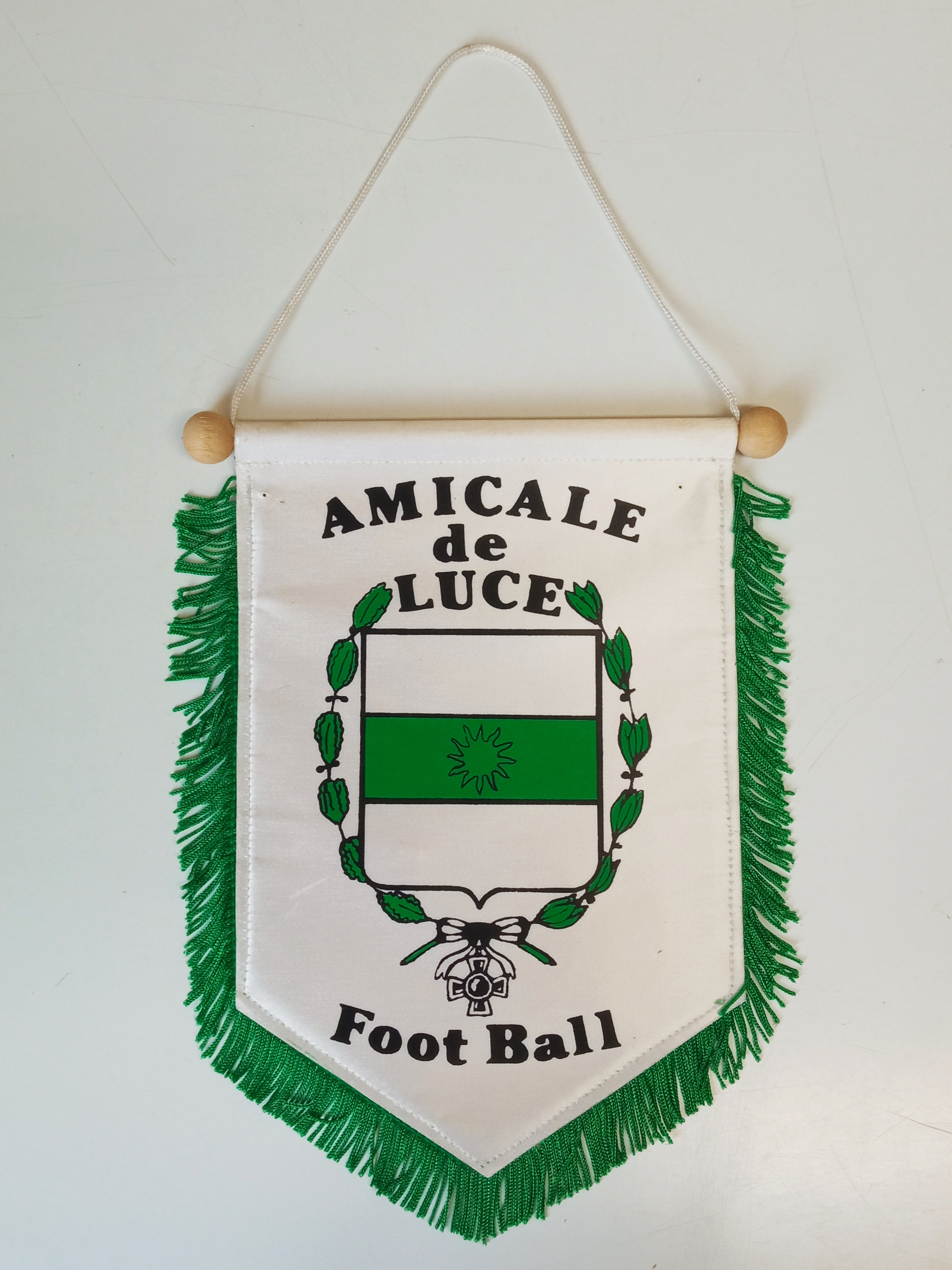
Ancien fanion de l'Amicale de Lucé football.

Promu en Promotion d'honneur pour la deuxième fois de son histoire, l'Amicale de Lucé y joue cette fois rapidement les premiers rôles. Après une saison de transition, les Lucéens finissent troisièmes en 1958-1959 puis deuxièmes la saison suivante. Le début des années 1960 est plus compliqué avec une descente en seconde partie de classement : huitième en 1960-1961 puis onzième et enfin septième en 1962-1963.
En 1963-1964, Lucé est éliminé par Bourges lors du 4e tour de la Coupe de France, un des premiers résultats connus de l'Amicale dans cette compétition. Lors de cette saison, l'ALF recolle au peloton de tête de PH et une troisième place. Quatrième en 1964-1965, Lucé est vice-champion la saison suivante et accède pour la première fois de son histoire en Division d'honneur, l'élite de la Ligue du Centre, après neuf saisons en PH.
Jacques Toutay devient président du club en 1966 et l'ex-international Bruno Bollini arrive comme entraîneur-joueur. À la fin des années 1960, le club dispute trois finales de Coupe d'Eure-et-Loir consécutives. Il remporte la première (3-0) face à l'Avenir d'Ymonville en 1967, puis s'incline face à l'OC Châteaudun (1-2) avant de prendre sa revanche lors d'une affiche identique en 1969 (2-0). En championnat, pour ses débuts en Division d'honneur, Lucé termine neuvième sur douze en 1966-1967, puis onzième sur quatorze.
Pour la saison 1968-1969, Bernard Chiarelli arrive au club comme entraîneur. En plus de la Coupe départementale, il remporte dès sa première saison le championnat régional et obtient la montée en championnat de France amateur, plus haut niveau du football amateur.

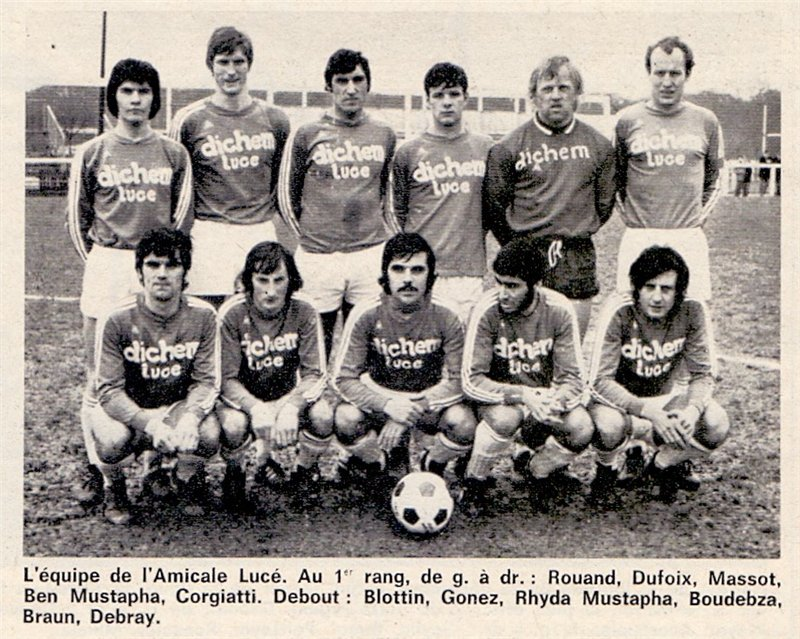
Photo de l'équipe entre 1973 et 1977.

Pour sa première saison en Division nationale, le club voit l'arrivée de Frédéric N'Doumbé et fini quinzième et avant-dernier, mais poursuit l'aventure à ce niveau en l'absence de relégations. Lucé termine dixième et premier non-relégable en 1970-1971. Dans la nouvelle Division 3, Lucé monte au quatrième rang du groupe Centre. Placé dans la poule Ouest, l'Amicale marque le pas avec deux huitièmes places en 1973 et 1974. Lors de cette seconde saison, Lucé atteint pour la première fois les 32es de finale de la Coupe de France et l'élimination chez le FC Metz (D1). La D3 1974-1975 se termine à la cinquième place pour l'ALF.
Au bout de la saison 1975-1976, l'Amicale devance d'un seul point l'AS Corbeil-Essonnes grâce à une dernière victoire sur le voisin d'Orléans et réussit ce qu'aucun club de football d'Eure-et-Loir n'a jamais réussit : se hisser en deuxième division nationale.
| Saison    | Classement  | Pts     | V  | N  | D  | Bp  | Bc  | Diff |
| --------- | ----------- | ------- | -- | -- | -- | --- | --- | ---- |
| 1976-1977 | 4e poule B  | 37 pts  | 14 | 9  | 11 | 47  | 43  | +4   |
| 1977-1978 | 8e poule B  | 35 pts  | 11 | 13 | 10 | 26  | 38  | -12  |
| 1978-1979 | 11e poule B | 32 pts  | 13 | 6  | 15 | 41  | 46  | -5   |
| 1979-1980 | 17e poule A | 23 pts  | 8  | 7  | 19 | 30  | 62  | -32  |
| Total     | -           | 127 pts | 46 | 35 | 45 | 144 | 189 | -45  |

L'Amicale est placée dans la poule Nord de Division 2 avec notamment le RC Strasbourg, le SM Caen et le FC Lorient. Les débuts sont difficiles avec une seule victoire, contre l'Amiens SC (4-1), lors des six premiers matchs. Il faut attendre la victoire contre Caen (3-0) pour voir l'équipe se lancer réellement. Le 13 novembre 1976, l'ALF bat le leader strasbourgeois grâce à André Roland d'un retourné (1-0). Jusqu'à la 22e journée, les Verts ne connaissent que deux défaites chez l'US Nœux-les-Mines et le LB Châteauroux, 1-0 dans les deux cas. Le stade Jean-Boudrie voit encore tomber le Stade brestois 29 (3-1) et Lorient (4-1). Le dernier tiers de la compétition est plus difficile pour l'Amicale qui connait davantage de revers. En mars 1977, Bernard Chiarelli laisse sa place sur le banc, reprise par Bernard Goueffic en tant qu'entraineur-joueur jusqu'à la fin de saison. Promis à la descente, les Lucéens finissent quatrième, après avoir même occupé la deuxième place au mois de janvier.
Pour la saison 1977-1978, l'ex-international André Grillon arrive sur le banc. Les joueurs Hervé Guermeur et Branislav Kostić rejoignent alors les Yannick Plissonneau et autre Raynald Guegain. Lucé rêve d’un destin à la Laval, mais doit attendre son cinquième match pour marquer son premier but et une victoire chez le Stade quimpérois (1-0). Le tirage au sort de la Coupe de France désigne le FC Nantes, champion de France en titre et alors troisième de D1, comme adversaire en seizième de finale. Lucé est censé accueillir à l'aller mais la neige fait inverser les rencontres par la FFF et Lucé s'incline de peu (2-1). Le match retour déclenche un émoi jamais vu à Lucé, mais aussi à Chartres. Face à onze internationaux, les locaux cèdent en seconde période (1-3). Lucé traverse alors une mauvaise passe en championnat, ne gagnant pas une rencontre avant mi-mars. Durant toute la compétition, jamais les Lucéens ne marquent plus de deux buts dans un même match. Ils terminent l'exercice avec la seizième attaque du groupe B (26 buts en 34 matchs), moins bien que le SM Caen, dernier au classement général. Malgré tout, après avoir fini l'année sur six matchs sans défaite, le club eurélien termine à la huitième place en concédant moins de défaites et de buts que la saison précédente.
En 1978-1979, l'Amicale doit attendre la quatrième journée et la réception d'Angoulême pour connaître son premier succès (3-0). Le mois d'octobre est décevant avec quatre défaites en autant de matchs dont un lourd 4-0 encaissé chez le futur vainqueur de la poule, le Stade brestois 29. Celui de novembre est meilleur avec un nul et quatre victoires. La fin du championnat est, quant à elle, plus laborieuse mais l'Amicale signe un nouveau bail en deuxième division avec une onzième place finale.

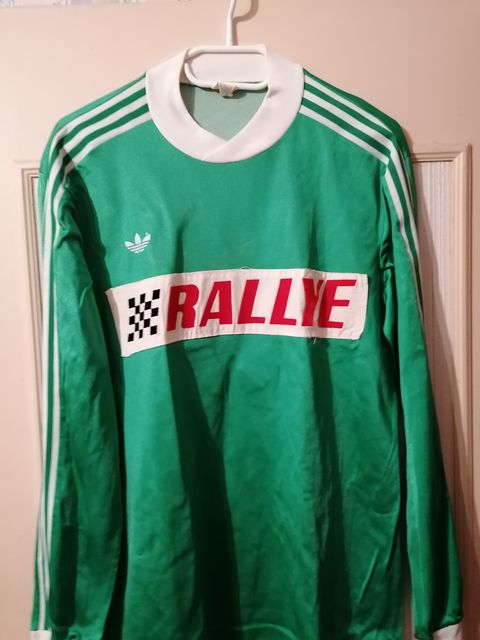
Maillot de la saison 1979-1980.

À l'intersaison, l'équipe voit partir son gardien Patrick Bernhard. La saison 1979-1980 commence par une défaite à Rouen (3-1). Il s'ensuit trois matchs nuls 1-1 avant sept défaites en huit matchs. Les Verts subissent notamment un 4-0 à Reims, suivi d'un 5-1 à Chaumont et un 7-1 à Nœux-les-Mines,. Cette première victoire survient lors de la neuvième journée contre Le Havre, le but de Chastin à la 80e délivrant les seulement 1 500 spectateurs du stade Jean-Boudrie. Ce succès n'empêche pas la position de relégable des mois durant. L'Amicale se rattrape avec deux victoires 2-0 consécutives en octobre, avant de terminer la phase aller sur trois défaites. La phase retour commence par une victoire à Angoulême puis à nouveau trois matchs nuls 1-1 de suite. Sur les treize dernières journées, l'ALF connaît neuf défaites. Malgré tout, à trois journées de la fin, les Lucéens peuvent encore se maintenir. Mais la victoire sur le voisin d'Orléans (1-0), avant les défaites contre Tours (1-3) et Rouen (0-4), ne change rien. L'Amicale termine premier relégable avec dix-neuf revers en 34 journées et deux fois plus de buts encaissés que marqués (30 pour 62). Le club redescend en troisième division et André Grillon quitte son poste d'entraîneur.

### Maintien au niveau national (1980-1999)
Relégué au troisième échelon du football français, Patrick Bernhard arrive au poste d’entraîneur. Farid Boudebza quitte lui le club à l'été 1981 après neuf saisons lucéennes. L'Amicale de Lucé reste quatre saisons en Division 3 en luttant pour le maintien chaque saison, finissant treizième sur seize équipes les trois premières années et dernier lors de l’exercice 1983-1984.
Yves Lacaille, ancien joueur du club, devient alors entraîneur de Lucé en Division 4. Il permet au club d'obtenir la troisième place de D4 dès la première saison 1984-1985, à deux points d'une remontée immédiate. Les résultats sont ensuite en baisse. Dans un championnat 1985-1986 serré, l'Amicale finit sixième à dix points de la promotion et cinq de la relégation. L'exercice 1986-1987 se conclut à la même place à huit unités de la D3 et sept de la DH. Lacaille quitte son poste au terme de l'année 1987-1988 finie en tant que douzième. Toutes les équipes arrivées à ce rang dans les autres poules sont reléguées, Lucé fait partie des deux exceptions pour une raison inconnue.
En 1989, alors simple section football du club omnisports, chaque section devient autonome et naît alors réellement l'Amicale de Lucé football,. L'Amicale de Lucé connaît encore trois années en D4 avec une neuvième place suivie d'une sixième position finale pour conclure les années 1980.
Après sept saisons au total en quatrième division, le club remonte en D3 au terme de la saison 1990-1991 sous les ordres de Christian Jahan. Le club connaît alors une première crise financière, solutionnée à l'amiable avec la collaboration de la mairie. Yves Lacaille fait alors son retour son retour sur le banc et mène le club durant deux saisons difficiles en troisième division. Après la onzième place en tant que promu en 1991-1992, la deuxième année se termine à l'avant-dernière place. L'équipe perd alors ses deux rencontres de barrages face à l'équipe réserve du RC Strasbourg (2-1) et Saint-Quentin (1-0). Dans le cadre de la réorganisation hiérarchique de la FFF, les équipes du haut de tableau forment le nouveau National 1, le milieu de tableau constitue la N2 (un échelon plus bas) tandis que les relégués forment la nouvelle cinquième division. Lucé descend donc de deux niveaux, en Nationale 3.

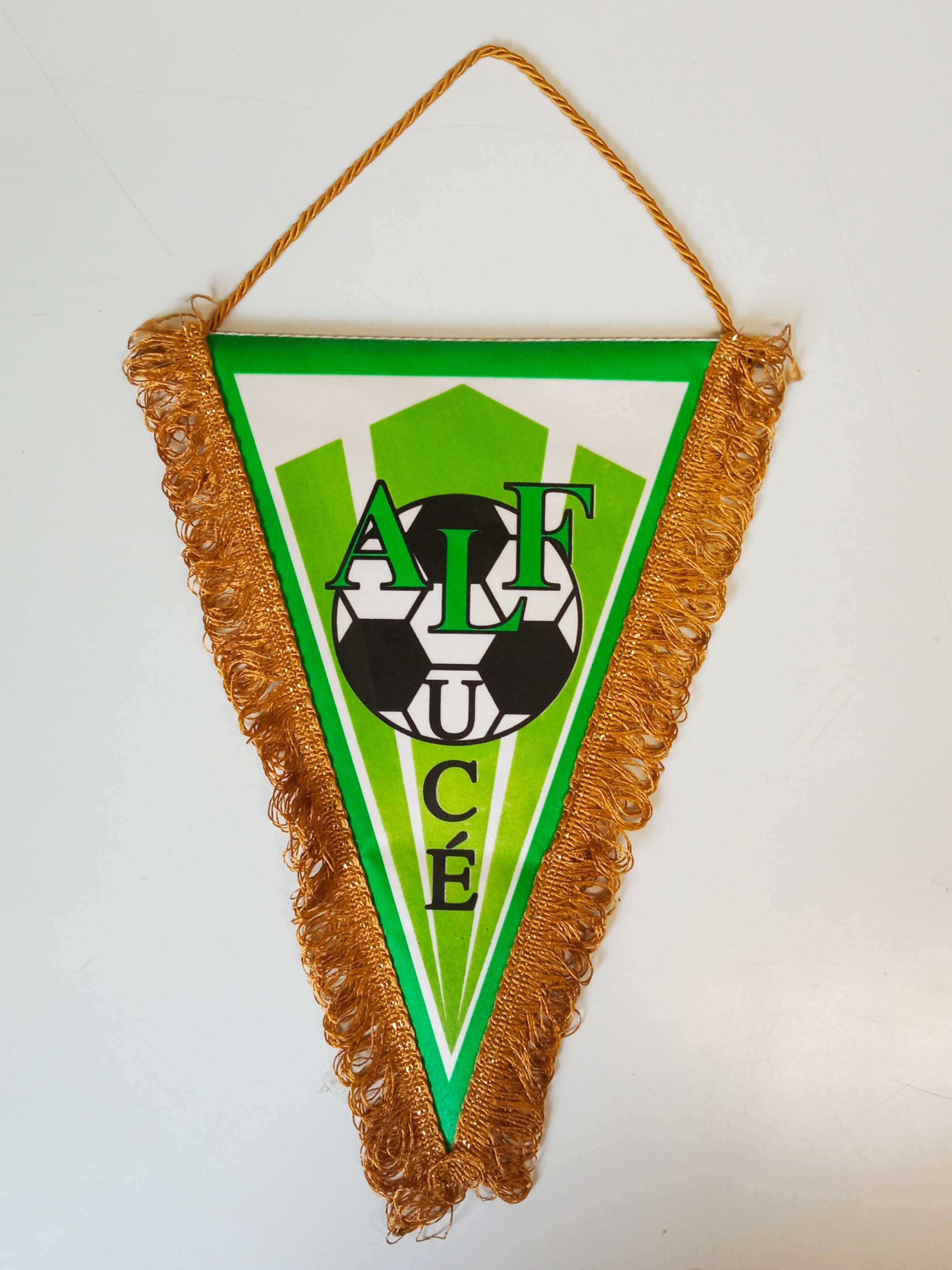
Fanion avec le premier logo connu de l'ALF.

Confronté à de nouveaux soucis financiers à la tête du club, Jacques Toutay, président des grandes heures lucéennes, laisse alors sa place à Pierre Cellot. Noël Tosi prend en charge l'équipe emmenée par les buteurs Samuel Hainsselin et D'Alonzo. Ils la mènent à la quatrième place de N3 1993-1994, insuffisant pour disputer les barrages mais alors que les dirigeants annoncent une saison de transition, ainsi qu'en 64es de finale de Coupe de France. Mais, en prise à des soucis financiers, le président Cellot réduit le budget de l'effectif qui entraîne le départ de l'entraîneur Tosi et de plusieurs joueurs majeurs dont le local Nicolas Le Bellec.
André Bodji arrive alors sur le banc et compose avec l'effectif à sa disposition. Alors que l'équipe vise le maintien, les Lucéens terminent neuvièmes en 1994-1995. Ils sont ensuite cinquièmes en 1995-1996 puis deuxièmes en 1996-1997, mais seul le premier est promu.
En 1997-1998, l'Amicale connaît un début de saison très poussif avec une seule victoire au soir de la sixième journée. Suivent un rebond et deux mois d'invincibilité en CFA2 et Coupe de France, où Lucé élimine les voisins de Romorantin (CFA) puis Orléans (CFA2, 3-0) au sixième tour. Le 29 novembre 1997, devant 2 000 spectateurs, Lucé avec son capitaine Patrice Colas en défense fait de la résistance mais finit par s'incliner 3 à 0 face à Gueugnon (D2) au septième tour. Avant la fin de l'année, les Verts l'emportent chez le leader Levallois et clôturent une remontée de six places au classement en deux mois, avec un match en retard reporté pour brouillard contre Mondeville. Sébastien Noulin est le meilleur buteur de l'équipe. Au terme du nouveau CFA 2, Bodji et ses joueurs redescendent ensuite à la septième place et l'entraîneur est écarté au profit de Jean-Yves Kerjean.
Lors de la saison 1998-1999, le président Pierre Cellot annonce pour la quatrième année consécutive l'objectif de montée en CFA. Lucé peut s´appuyer sur Josué Boukoko, meilleur buteur du groupe B de CFA 2 l´année précédente avec Levallois (18 réalisations), et sur Stéphane Ferrand dans les buts, après la fausse venue de Sébastien Maté. Profitant du succès français à la Coupe du monde 1998, l'ALF dépasse pour la première fois les 400 licenciés (405 contre 326 l'année précédente) lors de cet exercice 1998-1999. L'équipe de Kerjean pratique un jeu direct reproché au technicien. Malgré huit victoires en neuf matchs et une place de leader jusqu’en décembre, le club rate les barrages d'accession en CFA pour trois points.

### Survie en régional (depuis 1999)
En 1999, au départ du président Pierre Cellot, les problèmes se succèdent avec des conflits devant les prud'hommes d'ex-joueurs et entraîneurs, l'exode de joueurs notamment vers le rival, FC Chartres (DH) et surtout une dette abyssale de 230 000 €. Au terme de la saison 1999-2000 de CFA 2, l'équipe d'André Bodji, revenu après une saison, termine quatorzième et premier relégable. L'équipe est finalement repêchée à la suite des nombreuses rétrogradations administratives. L'exercice suivant n'offre pas cette chance et, en tant qu'avant-dernier, l'Amicale retourne au niveau régional,, après 31 saisons passées en championnat national,, perdant son statut de vitrine du département au profit du FC Chartres. Bodji reste une troisième saison à la tête de l'équipe mais ne fait mieux qu'une sixième place de Division d'honneur de la Ligue du Centre. Le président Kamel Ben Mustapha et l'entraîneur quittent alors leur fonction.
Pour la saison 2002-2003, l'Amicale de Lucé repart avec Gaby Gallego à la présidence et Jean Gomez comme entraîneur. L'équipe est interdite de recrutement pour un nombre d'arbitres insuffisant. Dès novembre 2002, le club dépose le bilan entraînant forcément une relégation administrative d'une division en fin de saison. Mais les Verts subissent la descente de Salbris en DH et voient leur position d'avant-dernier être relégable. Lucé subit donc une double relégation, sportive et administrative, en PH,. Entre la CFA2 2000-2001 et PH 2003-2004, l'Amicale descend de trois étages en trois ans. Jean Gomez reste en place mais l'équipe ne termine que cinquième de PH 2003-2004.
En PH Centre, le club fait appel à un joueur de l'époque D2, Yannick Plissonneau, pour entraîner. Après une seconde place en 2004-2005, l'équipe lucéenne remporte sa poule en 2006 et remonte en Division d'honneur régionale (DHR). C'est alors que l'idée de créer un club à l'échelle de l'agglomération chartraine, et une fusion avec le FC Chartres, voit le jour. Des discussions ont lieu et beaucoup de lucéens rejoignent le club de la préfecture d'Eure-et-Loir notamment le président Jean-Phlippe Dantan mais aussi des joueurs seniors et beaucoup de jeunes. Mais l'Amicale ne peut rejoindre le FCC en DH à l'issue de la saison 2006-2007, sa montée étant refusée par la DRCG pour raisons financières. En plus d'une différence de point de vue, le « FC Chartres Métropole » ne voit pas le jour.
Lors de la saison 2007-2008, le club décroche la troisième place et la montée lui est cette fois accordée. Pour son retour dans l'élite régionale, les Verts connaissent une saison difficile et Yannick Plissonneau est limogé en février 2009. Yves Lacaille reprend le poste pour la troisième fois mais ne peut empêcher la relégation en DHR. Avec maintenant Christian Hubert sur le banc, le club est éliminé dès le troisième tour de la Coupe de France en début de saison. L'équipe termine en milieu de classement de DHR, sixième sur quinze équipes. Mais, avant le début de la saison 2010-2011, l'OC Châteaudun et Lucé sont en balance pour être repêché en Division d'Honneur à la suite de la rétrogradation par la DRCG de l'équipe réserve du Joué-lès-Tours FCT. Après auditions, Lucé est préféré à Châteaudun qui accuse un passif financier,.
Mais mal préparé à évoluer dans l'élite régionale, la saison est difficile pour le club eurélien. Après quatre journées, les Lucéens sont déjà lanterne rouge avec deux matchs nuls et deux défaites. En février 2011, l'entraîneur, Zakaria Labsy quitte son poste, remplacé par son adjoint, Benoît Pillu, secondé par Mickaël Nicolo, gardien de l'équipe. L'Amicale de Lucé termine finalement à la treizième et avant-dernière place et se maintient.
En octobre 2011, Gilles Gallou s'installe au poste d’entraîneur. Le club possède alors la plus mauvaise défense du championnat de DH Centre (44 buts encaissés) et notamment un 10-0 concédé contre le FC drouais. La relégation en DHR arrive tôt, l’Amicale ne remporte aucun match et connaît seulement cinq matchs nuls. Lors de l'Assemblée générale à la fin de la saison 2011-2012, le président Angelo Vitale dit avoir fait une erreur en acceptant la montée en DH deux ans plus tôt. « On n'a pas eu les moyens financiers et humains pour bien s'y comporter », rappelle-t-il à la suite de la perte de 76 joueurs lors de la dernière intersaison, dont 40 exclus pour indiscipline, d'où les rétrogradations des deux formations seniors et le forfait des équipes jeunes U17 DHR et U15 DH.
Lors de la saison 2012-2013, l'Amicale risque à nouveau de descendre au plus bas étage régional. Avec sa perte massive de joueurs, l'Amicale ne compte alors plus que trois équipes au total : la DHR, l'équipe réserve en 3e division de district et une équipe à sept en U13 départemental. Toutes trois sont en difficultés dans leur championnat respectifs. Malgré un effectif réduit, Lucé se maintient en DHR au prix d'une deuxième partie de championnat réussie, pour une septième place  finale. Gilles Gallou démissionne de son poste d’entraîneur.
En 2013-2014, l'Amicale de Lucé peut s'appuyer sur un groupe d'environ 45 unités pour composer les deux équipes seniors du club, contre 25 la saison précédente. La dette est aussi apurée. Mais Lucé se dirige tout droit vers une relégation en PH en mars 2014. À plus de la moitié du championnat, les Verts pointent au dernier rang de la poule A de DHR sans la moindre victoire, deux matches nuls, la dernière attaque et l'avant-dernière défense. Rien ne change d'ici la fin de championnat avec une seule victoire acquise. Dossier avorté un an plus tôt, la proposition de ne faire qu'un même et seul club sur la ville de Lucé (fusion Amicale-FC Lucé Ouest) est remise au goût du jour en 2014.
Logiquement reléguée en Promotion d'Honneur (PH), dernier échelon régional, l'Amicale de Lucé recrute Thibaut Hébert. Celui-ci déclare vouloir accéder au plus haut niveau régional en quatre-cinq ans et la DHR en deux ans. Après une troisième place, le second objectif est atteint et Lucé est promu au terme de la saison 2015-2016. À la suite du maintien de l'équipe, Hébert quitte son poste au terme de la saison 2016-2017.
Avec un énième changement d'entraîneurs en cours de saison, Lucé connaît la relégation au dernier échelon de la Ligue Centre-Val de Loire, renommé Régional 3. Pour l'exercice 2018-2019, jusque-là joueur de l'ALF, Emmanuel Senecharles arrive à la présidence du club. Dès la première année, il doit composer avec un nouveau turn-over de coach en cours de saison, le cinquième technicien en trois ans. En 2019-2020, l'Amicale défraie la chronique avec des sanctions pour usurpation de l'identité de joueur, surclassement interdit de jeune et fraude à la feuille de match,,. L'équipe première termine à la troisième place de R3, alors que les deux premiers sont promus.
Après la saison 2020-2021 à peine débutée et déjà suspendue, l'Amicale est postulant à la montée en Régional 2 lors de l'exercice 2021-2022. En Coupe de France, l'ALF est sortie au troisième tour par le FC Saint-Jean-le-Blanc, pensionnaire de National 3.

## Résultats sportifs

### Palmarès
Le plus grand fait d’arme de l'Amicale de Lucé est sa quatrième place de la poule B de Division 2 lors de la saison 1976-1977. L'année suivante, elle atteint pour la seule fois de son histoire les seizièmes de finale de la Coupe de France. En 1975-1976, l'équipe remporte le groupe Centre de Division 3, mais n'est pas sacrée champion.
Au niveau régional, Lucé est vainqueur du championnat de Division d'honneur de la Ligue du Centre en 1968-1969. L'équipe réserve en fait de même dix ans plus tard.
L'Amicale de Lucé est le seul club à remporter deux fois consécutives la première division du District d'Eure-et-Loir, en 1947 et 1948, en l'absence de promotion au niveau régional à l'époque. Il remporte une troisième fois la compétition en 1950, pour un aller-retour en régional, puis définitivement en 1957. L'équipe réserve l'emporte en 1973 et 1975, portant à six titres départementaux le palmarès du club. À la fin des années 1960, le club dispute trois finales de Coupe d'Eure-et-Loir consécutives, remportées en 1967 et 1969. L'Amicale en gagne neuf au total.
| Compétitions nationales | Compétitions régionales                                                                                       | Compétitions départementales |
| --- | --- | --- |
| - Coupe de France - meilleure performance : 16e de finale en 1978 - Division 2 - meilleure performance : 4e en 1977 - Division 3 - Champion du groupe Centre : 1976 | - Division d'Honneur (2) - Champion : 1969 et 1979 rés. - Promotion d'Honneur (1) - Champion : 2006 (poule A) | - 1re division d'Eure-et-Loir (6) - Champion : 1947, 1948, 1950, 1957, 1973 rés. et 1975 rés. - Coupe d'Eure-et-Loir (9) - Vainqueur : 1962, 1967, 1969, 1973, 1993, 1996, 1997, 2005 et 2006 - Finaliste : 1968 |

### Bilan sportif

#### Championnats
L'Amicale de Lucé accède en Division nationale en 1969 et connaît les dernières saisons du Championnat de France amateur, lors de la suppression de la barrière entre les championnats professionnels et amateurs. L'ALF poursuit dans la nouvelle Division 3 durant cinq exercices avant d'accéder en deuxième division pour quatre années.
Relégué, Lucé porte à treize saisons son bilan au troisième échelon national. Que ce soit en D2 ou D3, les rapports victoires-défaites (respectivement 46-55 et 129-155) et buts marqués-encaissés (144-189 et 453-251) de l'Amicale sont négatifs.
Le club eurélien connaît ensuite la Division 4 durant sept exercices puis la cinquième division pour huit années avec des bilans positifs cette fois.
| Championnat                | Saisons | J   | V   | N   | D   | Bp  | Bc  |
| -------------------------- | ------- | --- | --- | --- | --- | --- | --- |
| Championnat de France      | 0       | -   | -   | -   | -   | -   | -   |
| Championnat de France D2   | 4       | 136 | 46  | 35  | 55  | 144 | 189 |
| Championnat de France D3   | 13      | 384 | 129 | 100 | 155 | 453 | 521 |
| CFA / National (1935-1971) | 2       | 354 | 13  | 15  | 26  | 75  | 107 |
| Division 3 (1971-1993)     | 11      | 330 | 116 | 85  | 129 | 377 | 414 |
| Championnat de France D4   | 7       | 182 | 64  | 59  | 59  | 209 | 174 |
| Championnat de France D5   | 8       | 224 | 98  | 51  | 75  | 317 | 262 |

#### Coupe de France
Des années en Division 2, le parcours jusqu'en seizième de finale de la Coupe de France 1977-1978 en est l'apothéose. Fin février 1978, l'Amicale de Lucé obtient le FC Nantes, champion de France en titre, lors du tirage au sort. La neige tombée en abondance contraint la Fédération française de football à faire jouer le match aller à Nantes. À Marcel-Saupin, l'Amicale ne s'incline que d'une courte longueur, Yann Roux égalisant d'une frappe lointaine pour Lucé (1-2). Près de 9 800 billets sont vendus, obligeant à former plusieurs rangs de spectateurs autour de la main courante, les deux tribunes débordant. Le FCNA, dirigé par Jean Vincent, aligne onze internationaux parmi Maxime Bossis, Henri Michel, Guy Lacombe ou encore Éric Pécout. Les Verts font mieux que résister, égalisent sur coup franc par le capitaine André Rolland mais finissent par s'incliner (1-3).
Auparavant, lors de sa seconde saison en Division 3, Lucé atteint pour la première fois les 32es de finale lors de l'édition 1973-1974 et l'élimination chez le FC Metz (D1, 2-0). En 1985-1986, descendu en D4, l'Amicale réédite cette performance et s'incline chez le Stade rennais FC (D1, 5-3).
| Coupe           | V | F | 1/2 | 1/4 | 1/8 | 1/16 | 1/32 |
| --------------- | - | - | --- | --- | --- | ---- | ---- |
| Coupe de France | - | - | -   | -   | -   | 1    | 2    |

| 16e de finale aller 1977-1978 | FC Nantes | 2 – 1   | Amicale de Lucé |                                                                            |                                                                            |
| 22 février 1978               | Rampillon 23e · Amisse 65e | (1 - 1) | 28e Roux | Stade Marcel-Saupin, Nantes Spectateurs : 7 000 Arbitrage : Gabriel Besory | Stade Marcel-Saupin, Nantes Spectateurs : 7 000 Arbitrage : Gabriel Besory |
| 22 février 1978               | rapport |         | | Stade Marcel-Saupin, Nantes Spectateurs : 7 000 Arbitrage : Gabriel Besory | Stade Marcel-Saupin, Nantes Spectateurs : 7 000 Arbitrage : Gabriel Besory |
| 22 février 1978               | Desrousseaux - Michel, Bossis, Rio, Tusseau, Van Straelen (puis Bidard 70'), Rampillon, Sahnoun, Baronchelli (puis Lacombe 61'), Amisse, Pécout | Équipes | Bernhard - Kostic, Plissonneau, Goueffic, Guermeur, Gisbert, Guegain, Dufoix, Roland, Roux (puis Massot 85'), Boudebza | Stade Marcel-Saupin, Nantes Spectateurs : 7 000 Arbitrage : Gabriel Besory | Stade Marcel-Saupin, Nantes Spectateurs : 7 000 Arbitrage : Gabriel Besory |

| 16e de finale retour 1977-78    | Amicale de Lucé                                                                                      | 1 – 3   | FC Nantes                                                                                        |                                                                         |                                                                         |
| 22 février 1978 25 février 1978 | Roland 12e                                                                                           | (1 - 1) | 5e Pécout · 38e (pen.) Rio · 66e Amisse                                                          | Stade Jean-Boudrie Spectateurs : 9 788 Arbitrage : Ottorino Di Bernardo | Stade Jean-Boudrie Spectateurs : 9 788 Arbitrage : Ottorino Di Bernardo |
| 22 février 1978 25 février 1978 | rapport                                                                                              |         |                                                                                                  | Stade Jean-Boudrie Spectateurs : 9 788 Arbitrage : Ottorino Di Bernardo | Stade Jean-Boudrie Spectateurs : 9 788 Arbitrage : Ottorino Di Bernardo |
| 22 février 1978 25 février 1978 | Bernhard - Kostic, Plissonneau, Goueffic, Guermeur, Gisbert, Guegain, Dufoix, Roland, Roux, Boudebza | Équipes | Desrousseaux - Michel, Bossis, Rio, Tusseau, Bidard, Rampillon, Sahnoun, Lacombe, Amisse, Pécout | Stade Jean-Boudrie Spectateurs : 9 788 Arbitrage : Ottorino Di Bernardo | Stade Jean-Boudrie Spectateurs : 9 788 Arbitrage : Ottorino Di Bernardo |

## Structures et image

### Nom, logo et maillots
Le club est fondé en 1938 sous le nom de « Amicale des Élèves, Anciens Élèves et Amis de l’école laïque de Lucé ». Devenu Amicale de Lucé, c'est un club omnisports jusqu'en 1989 où chaque section devient autonome.
Lors des années en Division 2, le blason de la ville sert de logotype au club. Dans les années 1990, le logo devient un quadrilatère en forme de losange à la pointe basse allongée. Il est à rayures blanches et vert clair sur lesquelles un ballon de football est surmonté des initiales ALF en vert foncé. Depuis le L, Lucé est écrit à la verticale.
En 2018, Emmanuel Senecharles annonce à son arrivée à la présidence : « parce que je voulais marquer, par un symbole fort, ma volonté de changement ainsi que la nouvelle ère que je vais insuffler à notre club, j'ai désiré renouveler notre logo qui date d'une vingtaine d'années ». Le nouveau logo garde la dominance verte, dorénavant plus foncé, mais prend la forme d'un blason. En blanc, « Amicale de Lucé » y est écrit en majuscules en haut, les initiales « ALF » au milieu, « football » en dessous puis un ballon de football et trois étoiles en bas.

Blason de Lucé
Années 1990-2018
Depuis 2018

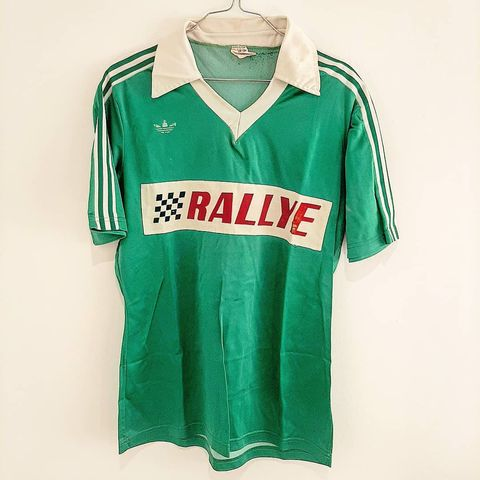
Maillot emblématique des années en Division 2.

En Division 2, l'Amicale de Lucé joue en vert et est sponsorisée par l'entreprise Rallye et équipé par Adidas. Au fil des années, le club conserve toujours le vert en couleur principal. Généralement, le maillot est à très grande majorité de cette couleur, le short varie entre celle-ci et le blanc tandis que les chaussettes rappellent le maillot. Pour la saison 1998-1999, les Lucéens arborent un maillot blanc à rayure verte à l'image du Celtic Glasgow.
| Saison 1979-1980 |  | Années · 1990 |  | Saison 2015-2016 |  | Saison 2016-2017 |  | Saison 2017-2018 |  | Saison 2019-2020 |

### Statut juridique et légal
L'Amicale de Lucé football est fondée en tant que club sportif, régi par la loi sur les associations établie en 1901. En 1941, l'Amicale s'inscrit en UFOLEP, le championnat des œuvres laïques, avant de s'affilier à la Fédération française de football en juillet 1942 sous le numéro 5 133,. Le club dépend de la Ligue Centre-Val de Loire de football et au district du Eure-et-Loir.
Les joueurs ont soit un statut bénévole, amateur ou de semi-professionnel sous contrat fédéral.

### Stades

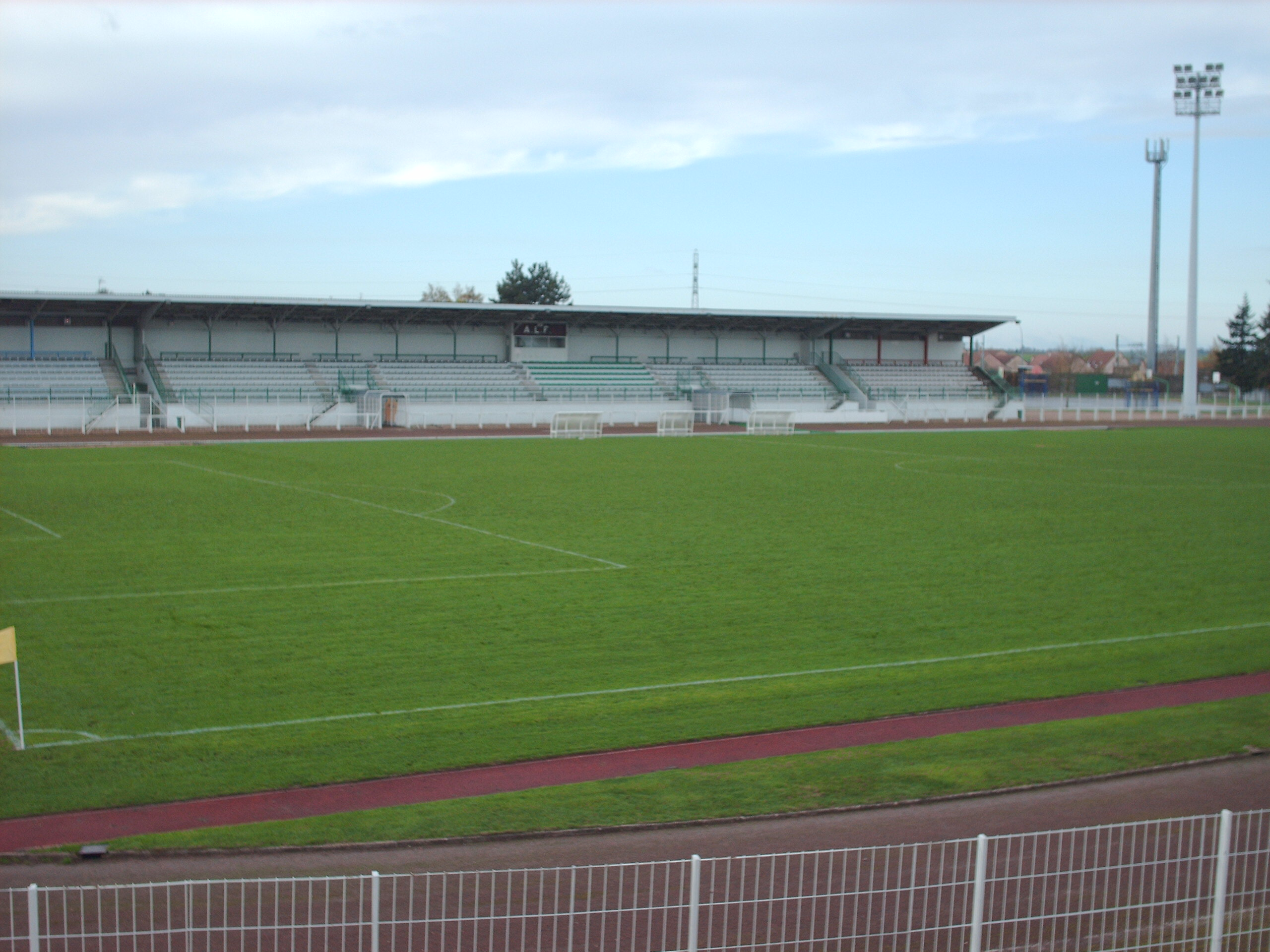
Terrain d'honneur et tribune du stade Jean-Boudrie.

L'Amicale de Lucé est tout d'abord résident du seul stade de la ville, renommé au nom du premier président du club, François Richoux. Cette enceinte est ensuite utilisée par le second club de la ville, le FC Lucé Ouest.
Le stade François-Richoux arrivant à saturation en termes d'utilisation, la municipalité décide de créer un nouveau parc sportif qui prend le nom de Jean-Boudrie, le 24 mars 1967. Le stade Jean-Boudrie vit les belles heures du football lucéen où l'Amicale accède au deuxième niveau national en 1976 et y reste quatre saisons. L'enceinte vit également un 16e de finale retour de Coupe de France lorsque l'Amicale reçoit le grand FC Nantes. Le FCN domine alors le championnat de France. Le 25 février 1978, près de 10 000 spectateurs s'entassent dans Jean-Boudrie pour assister à cette affiche.
La section football de l'Amicale de Lucé joue la majorité de ses matchs au stade Jean-Boudrie. Celui-ci possède trois terrains en herbe naturelle : le terrain d'honneur homologué pour des rencontres de niveau régional avec une tribune de 1 700 places assises, un terrain annexe ainsi qu'un petit terrain pour les équipes de jeunes. De plus, il s'y trouve un terrain stabilisé. Le club-house Jacques Toutay, siège du club du nom du président des années D2, est achevé en fin de saison 1997-1998 et inauguré le 31 octobre 1998.
Le club a aussi à sa disposition un deuxième complexe, le stade des Petits Sentiers, qui contient deux terrains en herbe : un pour les matchs à 11 et l'autre à 8. En 2019, le grand terrain est modifié en pelouse synthétique.

### Situation financière
Fin octobre 1991 est créée l'association ALF 28 Entreprises dont l'objet est de créer une dynamique d'entreprise autour du club et un esprit de partenariat entre sponsors. Celle-ci est à redynamiser au début de la saison 1994-1995.
Au terme de la saison 1993-1994, la première après la relégation en cinquième division, l'Amicale de Lucé est en situation financière délicate. Le déficit (323000 F) est épongé par la mairie et une subvention de 600000 francs est annoncée, mais l'URSSAF cible les honoraires des joueurs. À l'intersaison, le président Pierre Cellot annonce la suppression des honoraires de joueurs au profit de primes de résultat et explique le déficit : « Le club s'était engagé sur le cap d'une dynamique sportive avec un recrutement spectaculaire avec des éléments d'un niveau supérieur. Nous avons effectué une belle saison mais à aucun moment nous avons touché les dividendes. Ainsi il u a un manque à gagner de 150000  aux guichets et 150000 en sponsoring ». À l'été 1998, Cellot annonce 138000 francs de passif, contre 130000 l'année précédente, sans compter des retards d’indemnité de joueurs, des reliquats prud’homales (120000 F) et URSSAF (93000 F) et des dettes fournisseurs. Un passif naît sous l’ère Cellot, estimé entre 200 000 et 230 000 euros. À son départ en 1999, une succession de conflits voient le jour, devant le tribunal des Prud'hommes, avec d'ex-joueurs et entraîneurs réclamant leur dû des années Cellot.
En trois ans, la présidence suivante de Kamel Ben Mustapha, expert-comptable de métier, comble près de la moitié des 250000€ de dettes.
Le 12 novembre 2002, Gaby Gallego, qui succède à Ben Mustapha à la présidence, dépose le bilan du club, en proie à des difficultés financières depuis une dizaine d'années. L'ALF a alors environ 122000€ de dettes et l'URSSAF réclame 90000€. De ce fait, maintenu sportivement en DH au terme de l'exercice 2002-2003, l'équipe est rétrogradée administrativement en DHR. Le club est placé en redressement judiciaire le 26 novembre 2002.
En 2004, le club touche 180 000 euros de subvention.
En 2007, Angelo Vitale est contacté pour prendre la présidence et injecter de l'argent. Quand il est appelé à la rescousse, l’Amicale affiche un passif de 80 000 €, conséquence des années fastes sous l’ère Pierre Cellot. Pour la saison 2011-2012, le club est dans l'impossibilité de recruter, devant faire des économies en raison de l'affaire Plissonneau qui coûte 42 900 € (pour licenciement abusif de l'ex-entraîneur) aux prud'hommes. « On a déjà réglé 25 000 € sans demander un sou à la mairie (la subvention municipale est alors de 92 000 €) et on continuera ainsi. En 2013, on aura réglé nos dernières dettes des années "Greg le Millionnaire" et de l'ère "Cellot" des années 1990 et, enfin, on disposera d'un budget 100% football et non dédié à payer des mercenaires qui ont pillé le club depuis 20 ans ». Sa dette complètement apurée, le club affiche une situation saine en 2017. Son budget se monte à 70 000 €, dont 50 000 € de subvention.

## Personnalités du club

### Présidents
| #                        | Nom                        | Période               |
| AELL section football    | AELL section football      | AELL section football |
| ------------------------ | -------------------------- | --------------------- |
| 1                        | François Richoux           | 1938 à 1950           |
| 2                        | Jean Boudrie               | 1950 à 1966           |
| 3                        | Jacques Toutay             | 1966 à 1993           |
| Amicale de Lucé football |                            |                       |
| 4                        | Pierre Cellot              | 1993 à 1999           |
| 5                        | Kamel Ben Mustapha         | 1999 à 2002           |
| 6                        | Gabriel Gallego            | 2002 à 2005           |
| 7                        | Jean-Philippe Dantan       | 2005 à 2007           |
| 8                        | Angelo Vitale              | 2007 à 2017           |
| 9                        | Jean-Pierre Stupiechonski  | jan.-avr. 2018        |
| 10                       | Emmanuel Senecharles       | 2018 à 2021           |
| 11                       | Dany Ribeiro & Abary Touré | depuis 2021           |

François Richoux et Jean Boudrie font partie des fondateurs de l'Amicale des élèves, anciens élèves et amis de l'école laïque de Lucé (AELL). Le premier dirige le club jusqu'à son décès en 1950. Le premier stade historique de la ville porte son nom.
Jean Boudrie prend alors la présidence de la section football et l'assure jusqu'en 1966, tandis qu'Edmond Desouches est président de l'AELL (suivront André Lejeune en 1974, Colette Rey en 1983 puis Roger Rochet en 1988). Jean Boudrie est aussi conseiller municipal pendant vingt ans, dont quatorze en tant qu'adjoint au maire. Le second stade et la rue où il est situé portent son nom.
Jacques Toutay est président de l'ALF à partir de 1966. Boulanger de métier, il forme avec son frère Jean, directeur sportif, la tête du club durant une quarantaine d'années, jusqu'au départ de la présidence de Jacques en 1993. Les frères Toutay sont indissociables du club vert qui connait ses heures de gloire de 1976 à 1980, quatre saisons durant lesquelles il navigue en Division 2. Sous la direction Toutay, l'Amicale connait aussi un 16e de finale de Coupe de France et la venue du FC Nantes (D1) un jour de février 1978. Le bar nommé « Le Pénalty » situé rue de la République, tenu par Jean Toutay, sert de siège au club durant cette période. En 1989 et l'indépendance de chaque section de l'AELL, Jacques Toutay reste président de l'Amicale de Lucé football en tant qu'association indépendante. Confronté à de premiers soucis financiers au sein de l'Amicale en 1991, Toutay laisse la main deux ans plus tard. Il décède en novembre 1994 et le club-house inauguré en 1998 porte son nom.
Pierre Cellot est élu président en 1993. Le club possède alors un train de vie supérieur à ses moyens. Sous sa présidence, l'ALF accueille à trois reprises le Variétés Club de France,. Le vendredi 9 juin 1995 depuis l'auditorium du CTN de Clairefontaine, Pierre Cellot, président de l'Amicale depuis l'année précédente, présente son projet de grand club Lucé-FC Chartres, qui ne voit finalement jamais le jour. Fin avril 1997, Cellot signe une convention de partenariat avec le Paris Saint-Germain pour faire rentrer de l'argent. Il est prévu que l'Amicale touche 100 000 F quand un jeune Lucéen signe un contrat professionnel avec le PSG. Mais depuis, aucun jeune de l'Amicale ne rejoint Paris. Sur le plan sportif, les résultats sont satisfaisants. Le club joue le haut de tableau de cinquième division mais n'accroche jamais la montée. S'ensuivent au départ de ce président une succession de conflits devant le tribunal des Prud'hommes d'ex-joueurs et entraîneurs réclamant leur dû des années Cellot et un exode de joueurs notamment vers le club rival, le FC Chartres. À l'intersaison 1998, Cellot est réélu sans difficulté au poste de président. Kamel Ben Mustapha, ancien joueur du club et expert-comptable de profession, fait son entrée au comité directeur comme délégué auprès du président chargé des finances. Il est annoncé comme le futur président de l'année suivante.
En 1999, alors que trois candidats se présentent, Kamel Ben Mustapha est élu commandes du club et reprend le lourd passif financier. Né en Tunisie à Monastir, il rejoint la France en 1966, à Ponthierry en pupilles, puis Melun. En 1971, l'attaquant rejoint le nouveau Paris Saint-Germain pour renforcer l’équipe réserve en Division 3 et marque en finale de la Coupe de Paris remportée dès la première saison. En 1973, il rejoint Lucé en D3 avec son frère Ridha qu'ils participent à faire monter en Division 2, puis le VS Chartres (1976-79), et un retour au Melun FC (1979-82). Kamel privilégie ensuite sa carrière professionnelle en prenant la direction d’un cabinet d’expert-comptable à Chartres, devient président d'un centre culturel à Chartres et responsable de l'association Maison pour Tous à Lucé. À sa prise de présidence, l'Amicale de Lucé voit le retour de l'entraîneur André Bodji, poussé vers la sortie et débouté quelques mois plus tôt au tribunal. Les résultats sont mauvais et l'équipe lutte deux années contre la relégation au niveau régional, sans y parvenir en 2000-2001. Ben Mustapha et Bodji accompagnent l'Amicale en Division d'Honneur la première saison, avant de laisser leur place en 2002.
En juin 2002, mais déjà membre du comité directeur sous la présidence Cellot, Gabriel Gallego succède à Kamel Ben Mustapha. Arrivé de son Espagne natale en 1969, Gallego fait venir l'entraîneur Jean Gomez pour combler le départ de Bodji. Dès novembre 2002, confronté à un déficit financier plus important que prévu, le président dépose le bilan du club,. Ses premiers mois sont confrontés à l'impossibilité de recruter à cause du manque d'arbitres, les problèmes relationnels entre dirigeants et donc l'aspect financier. Gallego déclare au moment du dépôt de bilan qu'il n'aurait pas pris le poste s'il avait su. Un dépôt de bilan démissionnant le président et le rendant inéligible pour cinq ans, Gallego reste tout de même en poste pour une raison inconnue. Il est réélu à l'unanimité des seize membres du comité directeur lors de l'AG du club fin mai 2003.
En avril 2007, Jean-Philippe Dantan quitte son poste de président pour rejoindre le FC Chartres en tant que président délégué en vue d'une fusion entre les deux clubs. Mais l'Amicale ratant la montée nécessaire en Division d'Honneur, rien ne se fait.
Sans président, Angelo Vitale est contacté pour prendre le poste et injecter de l'argent. À la fin de la saison 2016-2017, Vitale décide de laisser sa place. « La principale raison, c’est l’usure, explique l’entrepreneur. Je suis lassé par toutes les affaires et problèmes qu’il a fallu gérer. À 67 ans, je n’ai plus l’énergie. Mais je resterai attaché à ce club qui a une âme ». Mi-juin 2017, à la suite de l’annonce du retrait d’Angelo Vitale, l'ancien directeur sportif Jean Toutay est pressenti pour le remplacer. Mais dix jours plus tard et après avoir pris une licence de dirigeant, il décide de se retirer n'ayant pas de nouvelles de Vitale, sans assemblée générale fixée et aucune trace de la situation financière du club. En décembre de la même année, au bout de quatre heures d’assemblée générale, le nouveau président est choisi par son comité directeur. Jean-Pierre Stupiechonski (69 ans), entrepreneur de son état, alors vice-président, devient le numéro 1 de l’Amicale pour la fin de saison 2017-2018.
En avril 2018, Emmanuel Senecharles (35 ans) prend la tête du club lucéen. Joueur à l'ALF de 1999 à 2006 et depuis 2013, il prend sa retraite des terrains et déclare « Je sais où je mets les pieds, je connais l'Amicale depuis 1999… Et c'est presque un rêve de gamin qui se réalise ». Employé dans l’événementiel, ses axes de travail sont de « restructurer le club au niveau du staff, s’occuper de la formation et retravailler l’image de l’Amicale, la rendre à nouveau attractive à travers la communication ». Il se donne cinq ans pour amener l’équipe fanion en National 3. Elle évolue alors en Régional 3, soit trois échelons en dessous.

### Entraîneurs
| Nom                 | Période(s)         |
| ------------------- | ------------------ |
| Bruno Bollini       | 1966 - 1968 (EJ)   |
| Bernard Chiarelli   | 1968 - 1977        |
| André Grillon       | 1977 - 1980        |
| Patrick Bernhard    | 1980 - 1984        |
| Yves Lacaille       | 1984-88, 91-93, 09 |
| André Bodji         | 1994-98, 1999-02   |
| Yannick Plissonneau | 2004 - 2009        |
| Thibaut Hébert      | 2014 - 2017        |

Les premiers entraîneurs connus de l'Amicale de Lucé sont Nicolas Ruiz, André Boisroux et José Mallol.
L'ex-international français Bruno Bollini arrive au club en 1966 comme entraîneur-joueur après dix saisons passées au RC Paris. Bernard Chiarelli prend la suite en 1968. Il permet au club de remporter son premier titre de Division d'Honneur en 1969. Après sept ans en Division 3, l'équipe termine première du groupe Centre en 1975-1976 et est promue en Division 2. Chiarelli quitte le club en mars 1977 après les premiers mois du club en D2. Il déclare plus tard : « avec mes diverses sélections en équipe de France, Lucé reste une de mes grandes fiertés ». Bernard Goueffic assume le rôle d'entraîneur-joueur par intérim jusqu'à la fin de saison.
Durant la trêve estivale, l'ex-international français André Grillon arrive sur le banc lucéen. C'est lui qui dirige l'équipe durant ses trois autres saisons en 2e division. À la suite de la descente du club en D3, Patrick Bernhard revient au club après être retourné passer sa dernière saison de joueur à Nancy. Durant trois saisons, son équipe termine à la treizième place de D3. Lors de l'exercice 1983-1984, le club termine dernier et est relégué en Division 4.
Yves Lacaille, lui aussi ancien joueur du club, prend les rênes de l'équipe fanion. Celle-ci joue le haut de tableau de D4 la première année. Après deux sixièmes places, la douzième en 1987-1988 coûte sa place à Lacaille. En 1990, Christian Jahan arrive sur le banc eurélien et mène l'équipe à la 2e place de Division 4 1990-1991. Jahan est remplacé par Yves Lacaille qui fait son retour. Il mène le club durant deux saisons difficiles en 3e division qui se termine par une double descente en Nationale 3, nouvellement créée et 5e échelon du football en France.
Noël Tosi prend la direction de l'équipe en 1993-1994 avec un contrat de trois ans. La première année se conclut sur quatrième place au-dessus des prévisions. Mais, après un accord pour poursuivre une seconde année malgré des sollicitations extérieures, Tosi est congédié par le président Pierre Cellot, tout comme son adjoint Philippe Dumas a été licencié auparavant. Les deux hommes attaquent le club aux prud'hommes pour ruptures abusives de contrats et gagnent. Tosi est remplacé par André Bodji, déjà passé à Boudrie en D2 en tant que joueur de Boulogne. Démarrant par une neuvième place en 1994-1995, il améliore les résultats lors des deux années suivantes (5e et 2e). Bodji est n'est pas reconduit au terme de la saison 1997-1998 pour la septième place de CFA 2 et attaque le club pour licenciement abusif. Jean-Yves Kerjean hisse l'équipe à la troisième place en 1998-1999. André Bodji, poussé vers la sortie et débouté quelques mois plus tôt au tribunal, reprend les reines de l'Amicale. Lors de ce second passage, les résultats sont mauvais et l'équipe lutte deux années contre la relégation, sans y parvenir en 2000-2001. Bodji accompagne l'Amicale en Division d'Honneur la première saison, avant de laisser sa place à Jean Gomez. Celui-ci connaît, en deux ans, une relégation sportive en Division d'Honneur Régionale (DHR), suivie d'une autre administrative en PH. En quatre saisons, l’Amicale connaît trois descentes.
Tombé en Promotion d'Honneur, Yannick Plissonneau, joueur emblématique des années en 2e division, arrive sur le banc. Second de PH la première saison, l'ALF remporte sa poule et remonte en DHR au terme de la saison 2005-2006. À nouveau second l'exercice suivant, les Lucéens se voient refuser la montée pour raison financière et l'obtiennent en 2007-2008 malgré la troisième position finale. De retour dans l'élite régional, l'équipe de Plissonneau connait une saison compliquée. Malgré deux montées en quatre saisons, Plissonneau est licencié en février 2009. Il attaque alors aussi le club aux prud'hommes pour licenciement abusif.
Yves Lacaille vient s’asseoir pour la troisième fois de sa carrière sur le banc lucéen, possédant le diplôme d’entraîneur fédéral (DEF) requis pour diriger en Division d’honneur. Il est alors épaulé par le gardien Mickaël Nicolo et le meneur de jeu Nicolas Mammarrella, joueurs qui ont pris en main l'équipe lors de l’intérim. Mais le club est relégué en DHR. Fin septembre 2009, lors de la saison suivante, Lacaille décide de prendre sa retraite. Christian Hubert est le nouvel entraîneur, le troisième en un an et demi. Mais en juin 2010, l’Amicale de Lucé annonce que l’entraîneur n'est pas reconduit la saison suivante malgré la montée en DH sur tapis vert. Le président Angelo Vitale parle de conflits à répétition avec les joueurs et d’entraînements inadaptés. Son remplaçant est Zakaria Labsy, ancien entraîneur de l'équipe réserve du FC Chartres et un temps approché par la Fédération du Maroc de football. En février 2011, les Verts voient le départ de Labsy, remplacé par son adjoint Benoît Pillu, secondé à nouveau par Mickaël Nicolo, gardien de l'équipe première. À la fin de la saison, le tandem Nicolo-Pillu n'est pas reconduit à la suite de l'avant-dernière place maintenant en Division d’honneur. Pillu quitte le club, déclarant vouloir se mettre en retrait du monde footballistique. L’Amicale use alors son quatrième entraîneur en deux saisons.
En octobre 2011, Gilles Gallou prend le poste d’entraîneur. Dès le début, les choses sont claires : « J'apporte ma contribution, mais je ne vais pas faire carrière à Lucé. Dans mon contrat, il est stipulé que si je trouve un club, je peux partir du jour au lendemain ». La saison 2011-2012 est difficile et le club termine dernier de DH. L'exercice suivant n'est pas satisfaisant avec une place en milieu de tableau de DHR. À l'été 2013, Gallou démissionne. « Ça m'ennuie qu'il parte, parce que c'est un mec bien et qu'il a contribué à maintenir le club, avec peu de moyens. Mais on avait un accord tacite ». Un duo composé d'Éric Dohey et Joël Mélois, œuvrant depuis plusieurs années chez les jeunes du club, prend la tête de l'équipe. Le club termine dernier de DHR en 2013-2014.
Thibaut Hébert est nommé entraîneur avec l’objectif de relancer l’équipe reléguée en PH. Celui-ci déclare vouloir accéder au plus haut niveau régional en quatre-cinq ans et la DHR en deux ans. Hébert amène l'équipe sur le podium la première saison, avant d'obtenir la remontée en DHR la seconde année puis son maintien en 2016-2017. Durant l'été, le club annonce le recrutement d'Hakim Kerouani, ancien joueur de l'Amicale sous l'ère André Bodji, pour succéder sur le banc à Thibaut Hébert en Régional 2. Mais, il quitte son poste avant la fin de l'année civile.
Après une carrière à bon niveau et revenu dans son club formateur sous la direction de Hébert avant un accident de moto en juillet 2015 qui l'écarte définitivement des terrains, Diafara Soukouna prend les commandes de l'équipe début 2018. Il est auparavant à la tête de l'équipe réserve lucéenne, en première division départementale, et adjoint de l'équipe fanion la saison précédente. Pour la saison 2018-2019, Sofiane Harès ne reste que quelques mois à la tête de l'équipe, remplacé par Patrick Godart qui ne peut pas être le coach officiel puisque non titulaire du diplôme requis. Godart mène l'équipe jusqu'en 2020, jouant la montée en Régional 2 la deuxième année.
Pour l'exercice 2020-2021, Diafara Gary prend les rênes de l'équipe en tant qu'entraîneur-joueur, accompagné par le retour de Thibaut Hébert en tant que manager sportif. Formé à l'Amicale de Lucé, Gary joue quelque mois en première division professionnelle du Luxembourg 2009-2010 avec le Progrès Niederkorn, avant de revenir jouer en Eure-et-Loir, notamment sous les ordres d'Hébert à l’Amicale entre 2015 et 2017. Sa première expérience en tant qu'entraîneur est tronquée par la pandémie de Covid-19, alors que l'équipe est première après trois journées de championnat.
| Bruno Bollini                  | 1966 - 1968 (EJ) | Noel Tosi           | 1993 - 1994          | Nicolo (EJ) et Pillu | fév. - juin 2011  |
| Bernard Chiarelli              | 1968 - mars 1977 | André Bodji         | 1994 - 1998          | Gilles Gallou        | 2011 - 2013       |
| Bernard Goueffic (interim, EJ) | mars - juin 1977 | Jean-Yves Kerjean   | 1998 - 1999          | Joël Mélois          | 2013 - 2014       |
| André Grillon                  | 1977 - 1980      | André Bodji         | 1999 - 2002 (2)      | Thibaut Hébert       | 2014 - 2017       |
| Patrick Bernhard               | 1980 - 1984      | Jean Gomez          | 2002 - 2004          | Hakim Kerouani       | juil. - déc. 2017 |
| Yves Lacaille                  | 1984 - 1988      | Yannick Plissonneau | 2004 - fév. 2009     | Diafara Soukouna     | jan. - juin 2018  |
| n.c.                           | 1988 - 1990      | Yves Lacaille       | fév. - sep. 2009 (3) | Sofiane Hares        | 2018              |
| Christian Jahan                | 1990 - 1991      | Christian Hubert    | sep. 2009 - 2010     | Patrick Godart       | 2018 - 2020       |
| Yves Lacaille                  | 1991 - 1993 (2)  | Zakaria Labsy       | 2010 - fév. 2011     | Diafara Gary         | depuis 2020       |

### Joueurs
D'après Yannick Plissonneau, défenseur arrivé de Nancy (D2) pour la saison 1975-1976, « Le résultat de cette époque émanait de toute une dynamique insufflée par Jacques Toutay, le président, et de son frère, Jean Toutay, le directeur sportif. (...) Il avait dans l'idée de prendre des joueurs venant de régions où l'on est dur au mal, où l'on est courageux. Il a donc fait signer des Bretons et des Nordistes et gardé des éléments du cru comme Dominique Dufoix, Gérard Kiffert ou Patrick André. À Lucé, j'ai trouvé un état d'esprit de groupe incroyable auquel il fallait ajouter la rigueur de l'entraîneur, Bernard Chiarelli ».
| Nom                 | Poste                       | Saisons à Lucé                                         | Nombre de saisons | Matchs (buts) |
| ------------------- | --------------------------- | ------------------------------------------------------ | ----------------- | ------------- |
| Yannick Plissonneau | Défenseur (puis entraineur) | 1975-1979 et 1984-1988 (puis 2004-fév.2009)            | 13 saisons        |               |
| Yves Lacaille       | Défenseur (puis entraineur) | 1976-1981 (puis 1984-1988, 1991-1993 et fév.2009-2009) | 12 saisons        |               |
| Dominique Dufoix    | Attaquant                   | 1971 - 1981                                            | 10 saisons        | + 200 (+ 30)  |
| Farid Boudebza      | Défenseur                   | 1972 - 1981                                            | 9 saisons         | + 200 (?)     |
| Patrick Bernhard    | Gardien (puis entraineur)   | 1976-1979 (puis 1980-1984)                             | 7 saisons         | 92 (0)        |

L'un des premiers joueurs connus de l'Amicale de Lucé est Frédéric N'Doumbé, joueur en Eure-et-Loir lors de la saison 1969-1970, puis vient André-Marie Gumez de 1973 à 1976.
Durant les quatre saisons de Division 2, l'ALF voit passer beaucoup de joueurs célèbres dans son effectif comme Hervé Guermeur (1977-1978) et Bernard Lech (1979-1980) ou encore Charles Léa Eyoum (1976-1977), Joël Prou (1976-1977), Bernard Goueffic (1976-1979), Branislav Kostić (1977-1981), Ramón Ramírez (1978-1981) et Michel Raulin (1979-1980) souvent des joueurs en fin de carrière venant jouer leurs derniers matchs en 2e division.
Xavier Chalier (1991-1993), Patrice Colas (1996-2001) et Vincent Dufour (1996) foulent à leur tour la pelouse du stade Jean-Boudrie dans les années 1990.
| \| Bernhard Boudebza Gumez Goueffic Plissonneau Massot Gisbert Roland Guegain Dufoix Roux \| Équipe-type de Lucé en D2 1976-1977. |
| Bernhard Boudebza Gumez Goueffic Plissonneau Massot Gisbert Roland Guegain Dufoix Roux                                            |

| Bernhard Boudebza Gumez Goueffic Plissonneau Massot Gisbert Roland Guegain Dufoix Roux |

| \| Bernhard Boudebza Kostić Goueffic Plissonneau Massot Gisbert Roland Guegain Guermeur Dufoix \| Équipe-type de Lucé en D2 1977-1978. |
| Bernhard Boudebza Kostić Goueffic Plissonneau Massot Gisbert Roland Guegain Guermeur Dufoix                                            |

| Bernhard Boudebza Kostić Goueffic Plissonneau Massot Gisbert Roland Guegain Guermeur Dufoix |

| \| Bernhard Vincent Goueffic Plissonneau Massot Gisbert Dufoix Ben Mustapha Boudebza Ramírez Pons \| Équipe-type de Lucé en D2 1978-1979. |
| Bernhard Vincent Goueffic Plissonneau Massot Gisbert Dufoix Ben Mustapha Boudebza Ramírez Pons                                            |

| Bernhard Vincent Goueffic Plissonneau Massot Gisbert Dufoix Ben Mustapha Boudebza Ramírez Pons |

| \| Rocton Vincent Philippe Dufoix Boudebza Corgiatti Raulin Lech Chastin Ramírez Leroy \| Équipe-type de Lucé en D2 1979-1980. |
| Rocton Vincent Philippe Dufoix Boudebza Corgiatti Raulin Lech Chastin Ramírez Leroy                                            |

| Rocton Vincent Philippe Dufoix Boudebza Corgiatti Raulin Lech Chastin Ramírez Leroy |

(voir aussi Catégorie:Joueur de l'Amicale de Lucé)

## Autres équipes

### Évolution du nombre de licencié
En février 1998, l'Amicale de Lucé football compte 321 licenciés (176 joueurs mineurs, 104 joueurs majeurs, 39 dirigeants et deux arbitres). Profitant du succès français à la Coupe du monde 1998, l'ALF dépasse pour la première fois les 400 licenciés (405 contre 326 l'année précédente) lors de l'exercice 1998-1999. En 2002-2003, le club retombe sous la barre des 300, avec 272 adhérents.

### Équipe réserve
| Titres |
| --- |
| - Division d'honneur (1) - Promotion d'honneur (2) - Promotion de Ligue (2) - 1re div. d'Eure-et-Loir (2) - 2e div. d'Eure-et-Loir (4) - 3e div. d'Eure-et-Loir (6) - 4e div. d'Eure-et-Loir (3) |

Après avoir joué le championnat des réserves, l'équipe réserve lucéenne démarre en deuxième division de district d'Eure-et-Loir en 1962 et est reléguée en D3 départementale pour forfait général au terme de la saison 1965-1966. Deuxième en 1967, elle remporte ensuite successivement les championnats de D3, D2 et promotion de première division, pour se retrouver dans l'élite d'Eure-et-Loir en 1970-1971. Elle remporte la D1 au bout de trois saisons et accède au niveau régional, une première fois en 1973-1974 puis définitivement à partir de 1975. Entre 1976 et 1979, la « B » lucéenne remporte les championnats de Promotion de Ligue (PL), Promotion d'honneur (PH) et Division d'honneur (DH) à la suite. Alors que l'équipe première évolue en deuxième division à la fin des années 1970, l'équipe réserve donc la Division 4 et le club possède deux équipes au niveau national.
L'équipe réserve de Lucé se maintient la première année en D4 1979-1980 avec la dixième place à deux points du premier relégable, avant de terminer treizième en 1980-1981, à égalité avec le premier non-relégable, et de retourner au niveau régional. Elle connaît deux nouvelles relégations successives et retombe en PL pour la saison 1983-1984, qu'elle remporte. La réserve de l'Amicale passe onze des douze saisons suivantes à jouer le haut de tableau de PH, remportée en 1992 mais sans parvenir à se maintenir en DH. En 1996, elle intègre la Division d'honneur régionale (DHR), nouvelle seconde division de la Ligue du Centre.
Les années 2000 voient la réserve descendre jusqu'au niveau départemental, jusqu'en troisième division de district entre 2012 et 2014, alors que l'équipe fanion quitte l'échelon national.
| Palmarès des équipes réserves de l'Amicale de Lucé | Palmarès des équipes réserves de l'Amicale de Lucé | Palmarès des équipes réserves de l'Amicale de Lucé       |
| Équipe réserve | Équipe C | Équipe D                                                 |
| --- | --- | -------------------------------------------------------- |
| - Division d'honneur (1) - Champion : 1979 - Promotion d'honneur (2) - Champion de groupe : 1978 et 1992 - 2e de groupe : 1986, 1987, 1990, 1995 et 1996 - Promotion de Ligue (2) - Champion de groupe : 1977 et 1984 - 1re division d'Eure-et-Loir (2) - Champion : 1973 et 1975 - Vice-champion : 1972 - 2e division d'Eure-et-Loir (2) - Champion de groupe : 1969 et 1970 - 2e de groupe : 2009 - 3e division d'Eure-et-Loir (2) - Champion de groupe : 1968 et 2014 - 2e de groupe : 1967 | - 2e division d'Eure-et-Loir (2) - 2e de groupe : 1996 et 2001 - 3e division d'Eure-et-Loir (4) - Champion de groupe : 1977, 1992, 1994 et 2006 - 2e de groupe : 1974 et 1980 - 4e division d'Eure-et-Loir (2) - Champion de groupe : 1986 et 1991 | - 4e div. d'Eure-et-Loir (1) - Champion de groupe : 1978 |

En 1970, une seconde équipe réserve est engagée et démarre en troisième division de District. Stoppée en 1981, elle redémarre en 1984 puis connait une nouvelle pause entre 1988 et 1990. Elle réalise alors trois montées en quatre saisons pour intégrer l'élite d'Eure-et-Loir en 1996. Elle s'y maintient jusqu'en 2000 puis connaît des relégations comme les deux autres équipes seniors et disparaît au terme de la saison 2007-2008 et un forfait général.
Alors que l'équipe fanion monte en Division 2 en 1976, l'Amicale de Lucé engage une quatrième équipe senior puis une cinquième en 1977, toutes deux en quatrième division de District. L'équipe D remporte le championnat en 1979 puis redescend aussitôt et disparaît en 1987, sans avoir eu d'activité entre 1981 et 1985. L'équipe E ne vit que la saison 1977-1978.

### Section jeunes
Lors de la saison 1994-1995, l'équipe junior lucéenne entraînée par Daniel Doyen atteint pour la première fois les 32es de finale de la Coupe Gambardella et reçoit le Paris SG au stade Jean-Boudrie. L'équipe adverse, composée des Ducrocq, Domi et Belmadi encadrés par Dominique Leclercq, est plus habituée à évoluer en N2 ou N3 avec les équipes réserves parisiennes. Sept joueurs ont d'ailleurs joué le match aller de N3 contre l'équipe fanion lucéenne. Devant le président parisien Michel Denisot et Jean-Michel Moutier, Lucé ouvre le score mais est mené 2-3 à la mi-temps avant de s'incliner lourdement 2-7.
En 1997-1998, l'Amicale compte plus d'une quinzaine d'équipes dont seulement quatre pour joueurs majeurs. Les catégories de moins de treize, quinze et 17 ans comptent toutes deux équipes dont une évoluant en régional (DH ou DHR) et la seconde en élite départementale. Les équipes jeunes sont coordonnées par Thierry Drouelle, entraîneur de l'équipe -17 ans DH et aussi adjoint d'André Bodji sur l'équipe première en CFA2. Les 176 licenciés jeunes constituent plus de la moitié du nombre d'adhérents (321). Une équipe espoir (moins de 21 ans) évolue aussi à l'échelon régionale.
Au terme de la saison 1998-1999, la section jeune encadrée depuis deux ans par Pierre Legoguelin compte plus de 150 joueurs. Un grand nombre de clubs de la périphérie lui font confiance. Près de dix-sept associations sportives manifestent ainsi un soutien pour l'Amicale, qui envisage alors de les aider en retour. L'ALF met alors un stage de détection en place afin de ne pas être en sureffectif.
En 2011, le club perd 76 joueurs lors de l'intersaison, dont quarante exclusions pour indiscipline, d'où le forfait des équipes jeunes régionales U17 DHR et U15 DH.
Lors de la saison 2012-2013, à la suite de sa perte massive de joueurs, l'Amicale ne compte alors plus qu'une seule équipe de jeunes : une équipe à sept en U13 départemental.
En 2020-2021, Lucé compte une équipe dans chaque catégorie des U7 aux U15.

### Autres sports
L'Amicale de Lucé est aussi le nom de quatre autres ex-sections de l'Amicale des élèves, anciens élèves et amis de l'école laïque de Lucé. Il s'agit du badminton, du billard, du tennis et du tir sportif. Elles évoluent toutes aux complexes du stade Jean-Boudrie exceptées le billard.

## L'Amicale dans la culture populaire
Le club accueille à quatre reprises, en 1993 et 1994 pour l'ALF puis 1998 et 2009 pour d'autres équipes, le Variétés Club de France dans son stade Jean-Boudrie, avec notamment la présence de Michel Platini, Dominique Rocheteau, Maxime Bossis, Vahid Halilhodžić, Mustapha Dahleb ou encore Yannick Noah,.

### Rivalités locales
| ALF Chartres Châteaudun Orléans Beaugency Blois Salbris Tours Joué-lès-T. Bourges Châteauroux |

Dans les années 1970, la nouvelle Division 3 donne l'occasion de voir des derby contre les voisins du VS Chartres, club phare de la ville-préfecture collée à Lucé, très suivis par le public qui se déplace en nombre au stade Jean-Boudrie. En 1971-1972 puis entre 1974 et 1976, le VSC lutte pour le maintien quand Lucé joue la montée. La rivalité est donc peu sportive, mais locale. À la suite des déboires financiers du VSC, Lucé est le seul club de haut niveau de l'agglomération chartraine jusqu'à la fin des années 1980. Dans les années 1990-2000, l'Amicale de Lucé et le jeune FC Chartres sont les deux plus gros clubs de la Communauté d'agglomération Chartres Métropole. À l'été 1998, le président de l’Amicale Pierre Cellot déclare que « le FC Chartres a démarché tous [leurs] éducateurs ». Plusieurs projets de fusion pour former un club d'ampleur nationale sont annoncés sans jamais voir le jour. Cela accroît la rivalité entre les deux entités. La dernière tentative avortée en 2007 voit le président et plusieurs joueurs lucéens rejoindre le FCC et mettre en péril l'Amicale de Lucé.
Meilleur club d'Eure-et-Loir depuis son titre régional en 1968-1969, Lucé voit le promu OC Châteaudun terminer devant lui dès la seconde saison en Division nationale. Cela ne dure qu'une seule année et, entre 1972 et 1974, Lucé est le seul club du département à être au niveau national. Entre 1976 et 1980, l'Amicale est le premier club eurélien (et toujours le seul en 2020) à accéder en deuxième division. Relégué en 1980, Lucé reste le seul club national jusqu'en 1986. L'OCC remonte alors en Division 4 1986-1987 et affronte Lucé dans la poule F. Comme auparavant, dès sa seconde saison, le club du sud du département double l'Amicale au classement en 1987-1988 et conserve la place de meilleur club départemental au titre de mieux classé de D4 à la suite de sa montée en D3 en 1989. En 1991, l'Amicale le rejoint et repasse devant une seule saison avant d'être reléguée. La réforme des championnats fait descendre l'OCC en National 2, reléguée dès la première année, et rejoint l'Amicale en N3 après seulement un an de séparation. Lucé termine alors devant Châteaudun chaque saison jusqu'en 1999. Un an après sa remontée (pour la troisième fois) en CFA 2, l'OCC devance Lucé en 1999-2000 avant que les clubs terminent aux deux dernières places de la poule H en 2000-2001. L'Amicale sombre ensuite plus vite que Châteaudun dans les divisions régionales. Au terme de la saison 2019-2020 tronquée pour le Covid-19, Lucé est proche de monter en Régional 2, quand Châteaudun tombe pour la première fois au niveau départemental.
Dans les années 1970, l'Amicale est le club-phare en Eure-et-Loir mais également d'une partie de la région Centre qui donne lieu à des rivalités à échelle régionale face au FC Tours et La Berrichonne de Châteauroux. Ce dernier est croisé dès la montée en Division national 1969-1970 et domine le groupe Ouest avec l'AAJ Blois, quand Lucé doit son maintien à l'absence de relégation. Le FC Bourges est aussi présent. Montée en Division 2, Lucé surprend en terminant durant deux saisons juste derrière le FC Tours dans le groupe B et devient alors le second meilleur club de la Ligue du Centre de football, devant Châteauroux. En 1978-1979, l'US Orléans est montée en D2 et Lucé descend au quatrième rang régional, encore plus avec la relégation au terme de la saison 1979-1980. Lors de ses quatre années en Division 3, Lucé fait partie du groupe Ouest, sans d'autres équipes de la région. Elle doit attendre la Division 4 1985-1986 pour croiser pour la première fois l'US Joué-lès-Tours, l'US Beaugency, l'AAJ Blois et US Mer, relégué et remplacé par Châteauroux, l'année suivante. Lucé termine très souvent en milieu de tableau puis ne croise à nouveau plus de club de sa Ligue régionale jusqu'en 1990-1991 et la montée en D3 au profit notamment de l'AAJB, des équipes réserves de l'USO et Bourges ainsi que du FCLSC Châteauroux. Tombé en National 3 1993-1994, Lucé joue le haut de classement entre autres contre Joué-lès-Tours, Blois et le SO Romorantin, loin devant l'AS Gien, auquel s'ajoute ensuite l'AS Salbris. Dans ses dernières années au niveau national, Lucé ne croise que l'USO comme équipe du Centre en CFA2 1997-1998 et à nouveau Salbris la dernière année.
| Période   | 1968 à 1970                             | 1970-71              | 1971 à 1987                          | 1987 à 1991            | 1991-92              | 1992 à 1994              | 1994 à 1999                   | 1999-00                 | 2000-01                 | Cumul 1968-2001 (33 saisons) |
| --------- | --------------------------------------- | -------------------- | ------------------------------------ | ---------------------- | -------------------- | ------------------------ | ----------------------------- | ----------------------- | ----------------------- | ---------------------------- |
| 1re place | Amicale de Lucé (DH, D3, D2)            | OC Châteaudun (D3)   | Amicale de Lucé (D3, D2)             | OC Châteaudun (D4, D3) | Amicale de Lucé (D3) | OC Châteaudun (D3, N2)   | Amicale de Lucé (N3, CFA 2)   | OC Châteaudun (CFA 2)   | Amicale de Lucé (CFA 2) | 26 ans                       |
| 2e place  | VS Chartres (DH, D3) OC Châteaudun (DH) | Amicale de Lucé (D3) | VS Chartres & OC Châteaudun (DH, D3) | Amicale de Lucé (D4)   | OC Châteaudun (D3)   | Amicale de Lucé (D3, N3) | OC Châteaudun (N3, DH, CFA 2) | Amicale de Lucé (CFA 2) | OC Châteaudun (CFA 2)   | 7 ans                        |

### Supporters et affluences
L'entraîneur de l'époque Bernard Chiarelli se souvient en 2012 que lors de la montée en deuxième division : « Dans cette petite ville de 15.000 habitants, on faisait le plein à chaque match en attirant 11.000 spectateurs ».
Le 13 novembre 1976, lors de la réception du leader strasbourgeois pour le compte de la 13e journée, Lucé accueille le Racing devant plus de 6 000 personnes, dont certains montés sur les gradins en pleine construction et interdits. En Coupe de France 1977-1978, face au FC Nantes en seizième de finale, Lucé est censé accueillir le match aller et 10 000 billets sont vendus. Mais la neige fait inverser les rencontres par la FFF. Le 25 février 1978, plus de 9 000 personnes s'entassent dans les tribunes, gradins et sur plusieurs rangs autour de la main courante du stade Jean-Boudrie,. En 1978-1979, lors de la réception du RC Lens, 4 000 supporters se rendent à Jean-Boudrie où les Verts arrachent le nul (1-1) face aux joueurs de Roger Lemerre.
Fin novembre 1997, l'ALF remplit sa tribune pour la venue de Gueugnon, professionnel en seconde division, en Coupe de France. Fin 1998, un club de supporters de l'Amicale voit le jour sous le nom de « Génération Magic 98 ». Un second est alors en projet au même moment, composé en majorité de licenciés.

### Relations avec les médias
En 1976, la France découvre cette ville d'à peine 10 000 habitants dont le club monte en Division 2 et que certains journalistes de radio, notamment parisiens, ignorant l'existence et son orthographe, nomment « Luce »,. La tribune de presse est généralement peuplée des représentants de L'Écho républicain et de La République du Centre. Lors du match de Coupe de France début 1978, et la réception du FC Nantes champion de France en titre, des radioreporters des fréquences nationales sont présents.